# Issa Makhlouf
Pour les articles homonymes, voir Makhlouf.
Issa Makhlouf (en arabe : عيسى مخلوف) est un poète et écrivain né au Liban et réside à Paris. Docteur en anthropologie sociale et culturelle (Université de la Sorbonne), il est l’auteur de plusieurs ouvrages parmi lesquels Mirages, Lettre au deux sœurs (prix Max Jacob), Une ville dans le ciel, publiés aux éditions José Corti. Son œuvre se situe au carrefour de cultures diverses[Selon qui ?].
Ancien professeur à l’École supérieure d'interprètes et de traducteurs de l'Université Sorbonne Nouvelle - Paris 3, Issa Makhlouf était directeur de l'Information à  Radio Orient. Il était conseiller spécial des affaires sociales et culturelles à l’ONU, à New York, dans le cadre de la 61e session de l’Assemblée Générale (2006-2007).

## Œuvres
- Face à la mort, une étoile a ralenti (en arabe), éditions An-Nahar, Beyrouth, 1981
- Beyrouth ou la fascination de la mort, essai, édition de la Passion, Paris, 1988
- La Solitude de l'or (en arabe), éditions Al-Jadid, Beyrouth, 1992
- Égarements, traduit de l'arabe par Jamel Eddine Bencheikh et illustré de 6 eaux-fortes par Assadour, éditions André Biren, Paris, 1993
- Rêves d'Orient. Borges aux confins des Mille et une nuits, essai (en arabe), éditions An-Nahar, Beyrouth, 1996
- L'Œil du mirage (en arabe), éditions An-Nahar, Beyrouth, 2000
- Mirages, traduit par Nabil El Azan, éditions José Corti, Paris, 2004. Traduit par Rafael Patino Goez, éditions Monte Avila, Caracas, 2007.
- Lettre aux deux sœurs (en arabe), éditions An-Nahar, Beyrouth, 2004. Traduit de l'arabe par Abdellatif Laâbi, éditions José Corti, Paris, 2008.
- La Pomme du Paradis. Réflexions sur la culture contemporaine (en arabe), éditions Al- Markaz Assakafi Al-Arabi, Beyrouth, 2006
- Lettre aux deux sœurs, éditions José Corti, 2008
- Longue fut la nuit aux portes de l'Ambassade, pièce de théâtre conçue et réalisée par Nidal Al Achkar. Ecrite par Issa Makhlouf et Nidal Al Achkar, 2008. Présentée à Beyrouth puis dans différentes villes arabes et européennes dont Manama, Naples et Arles.
- Une ville dans le ciel, éditions Attanwir, Beyrouth, 2012. - éditions José Corti, Paris, 2014
- Leurs rêves endormis flottent sur les vagues, Éditions Imprévues, Collection «Accordéons», Die, 2016

### Sources
- (fr + en) (es + ar) Site officiel d'Issa Makhlouf